# Chinese Volleyball League 2003-2004 (maschile)
La Chinese Volleyball League 2003-2004 si è svolta dal 2003 al 2004: al torneo hanno partecipato 12 squadre di club cinesi e la vittoria finale è andata per la seconda volta allo Shanghai.

## Squadre partecipanti
| - Bayi - Beijing - Guangdong - Hebei - Henan - Hubei | - Jiangsu - Liaoning - Shandong - Shanghai - Sichuan - Zhejiang |

## Premi individuali[1]
| Premio             | Giocatrice     | Squadra  |
| ------------------ | -------------- | -------- |
| MVP                | Shen Qiong     | Shanghai |
| Miglior attaccante | Sui Shengsheng | Liaoning |
| Miglior muro       | Cui Xiaodong   | Shanghai |
| Miglior servizio   | Yuan Zhi       | Liaoning |
| Miglior allenatore | Chen Fulin     | Shanghai |

## Classifica finale[1]
| Pos | Squadra   | Verdetto                        |
| --- | --------- | ------------------------------- |
| 1   | Shanghai  | Al campionato asiatico per club |
| 2   | Zhejiang  |                                 |
| 3   | Bayi      |                                 |
| 4   | Liaoning  |                                 |
| 5   | Jiangsu   |                                 |
| 6   | Sichuan   |                                 |
| 7   | Shandong  |                                 |
| 8   | Hebei     |                                 |
| 9   | Hubei     |                                 |
| 10  | Beijing   |                                 |
| 11  | Henan     |                                 |
| 12  | Guangdong | Chinese Volleyball League B     |